# Ekvoles Acheronta (Apo Glossa Eos Alonaki) Kai Stena Acheronta
Ekvoles Acheronta (Apo Glossa Eos Alonaki) Kai Stena Acheronta este o arie protejată (arie specială de conservare — SAC, sit de importanță comunitară — SCI) din Grecia întinsă pe o suprafață de 4.527,61 ha, integral pe uscat.

## Localizare
Centrul sitului Ekvoles Acheronta (Apo Glossa Eos Alonaki) Kai Stena Acheronta este situat la coordonatele 39°19′00″N 20°39′22″E / 39.316534°N 20.6561°E.

## Înființare
Situl Ekvoles Acheronta (Apo Glossa Eos Alonaki) Kai Stena Acheronta a fost declarat sit de importanță comunitară în august 1996 pentru a proteja 8 specii de animale. Situl a fost protejat și ca arie specială de conservare în martie 2011.

## Biodiversitate
Situată în ecoregiunea mediteraneană, aria protejată conține 17 habitate naturale: Vegetație anuală la limita mareei, Faleze cu vegetație de Limonium spp. endemic de pe coastele mediteraneene, Salicornia și alte specii anuale care populează regiunile mlăștinoase și nisipoase, Pășuni mediteraneene udate de apa mării (Juncetalia maritimi), Tufărișuri halofile mediteraneene și termo-atlantice (Sarcocornetea fruticosi), Dune mobile cu vegetație embrionară, Dune cu Euphorbia terracina, Dune de coastă cu Juniperus spp., Lacuri eutrofice naturale cu vegetație de tip Magnopotamion sau Hydrocharition, Matorral arborescenți cu Juniperus spp., Pante stâncoase calcaroase cu vegetație casmofită, Galerii de Salix alba și de Populus alba, Păduri de Platanus orientalis și Liquidambar orientalis (Platanion orientalis), Galerii și tufărișuri riverane sudice (Nerio-Tamaricetea și Securinegion tinctoriae), Păduri de Quercus ilex și Quercus rotundifolia, Păduri de Quercus macrolepis, Păduri de pin mediteraneene cu pini mezogeni endemici.
La baza desemnării sitului se află mai multe specii protejate:
- pești (3): Aphanius fasciatus, Pelasgus thesproticus, Telestes pleurobipunctatus
- reptile (5): șarpele cu patru dungi (Elaphe quatuorlineata), țestoasa de baltă (Emys orbicularis), Mauremys rivulata, țestoasă bănățeană (Testudo hermanni), Testudo marginata

Pe lângă speciile protejate, pe teritoriul sitului au mai fost identificate 4 specii de amfibieni, 5 specii de mamifere, 1 specie de nevertebrate, 2 specii de pești, 12 specii de reptile.